# Патія (річка)
Патія (ісп. Río Patía) — річка в Колумбії, між хребтами Кордильєра-Оксиденталь і Кордильєра-Сентраль, впадає в Тихий океан, перетинаючи Кордильєра-Оксиденталь. Довжина річки близько 400 км, 90 км судноплавні, це найбільша річка басейну Тихого океану в Колумбії.
| Колумбія | Це незавершена стаття з географії Колумбії. Ви можете допомогти проєкту, виправивши або дописавши її. |